# Ghiacciaio del Basodino
Il ghiacciaio del Basodino (Basodinärfirä in walser formazzino) si trova sopra l'alpe di Robiei, in val Bavona nell'alta valle Maggia (canton Ticino, Svizzera).

## Descrizione
È situato ad un'altitudine compresa tra i 2600 m e 3273 m sul fianco dell'omonimo pizzo. Questo ghiacciaio è il più imponente e importante del canton Ticino. Nel corso degli ultimi decenni, il ghiacciaio si è molto ritirato e assottigliato. In questa regione si trovano molti laghi naturali e artificiali.
Lo sfruttamento idroelettrico di questi laghi ha contribuito allo sviluppo economico e turistico della vallata.

## Vie di accesso
Realizzata negli anni sessanta, la funivia ha permesso la costruzione degli impianti idroelettrici della zona. Una cabina per 125 persone trasporta a Robiei ogni estate più di 20.000 persone.
Raggiungibile anche con i trasporti pubblici, San Carlo in Val Bavona è il luogo di partenza della funivia e si trova a circa 1 ora di viaggio in automobile da Locarno.

## Galleria d'immagini

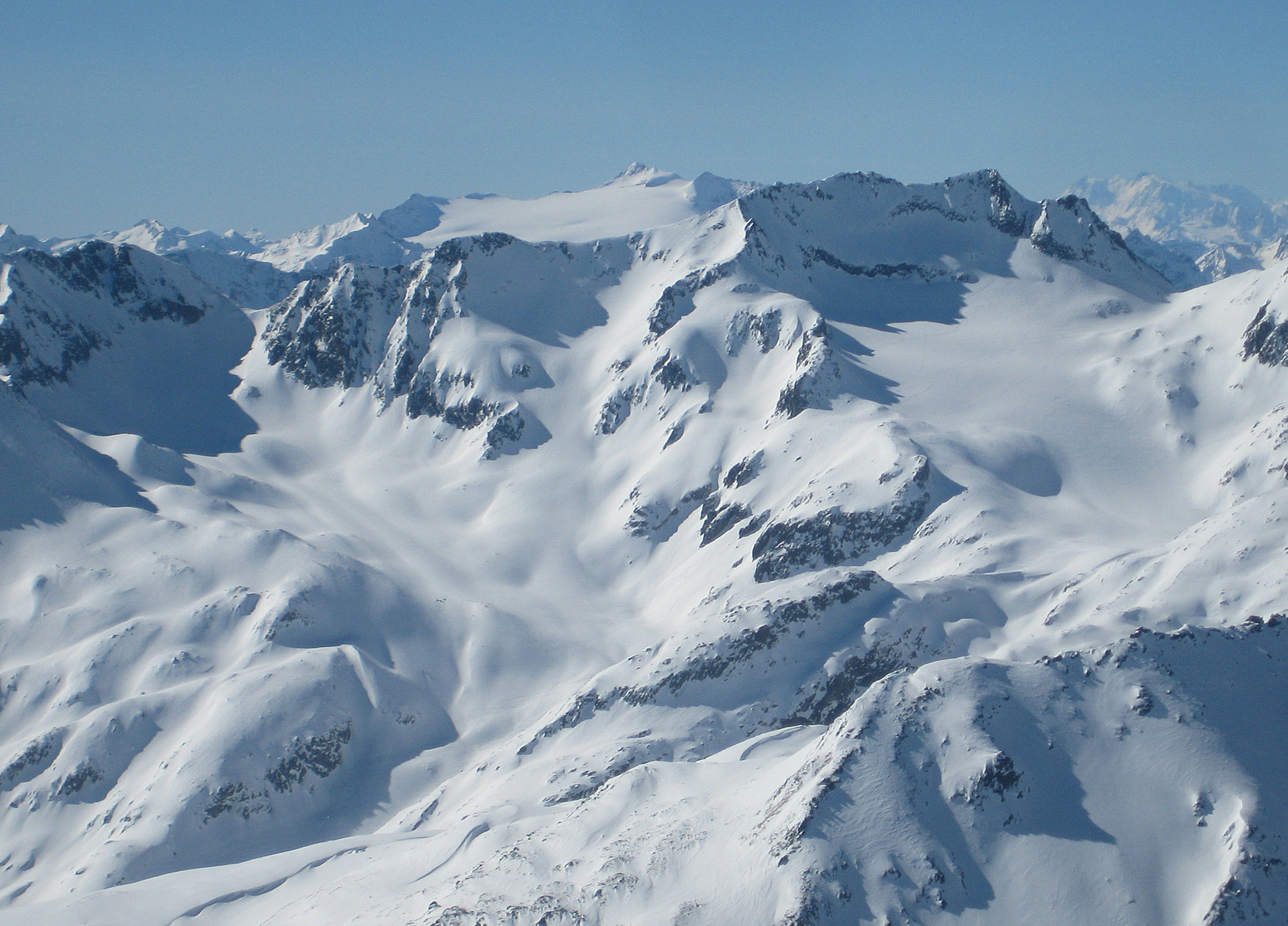
Basodino e pizzo Centrale